# Мелек-Чесме
Меле́к-Чесме́ (крим. Melek Çeşme, «Ангельське Джерело»)  — маловодна річка, що протікає у місті Керч. Довжина — 16 км, площа басейну — 133 км². Впадає до Керченської протоки. Також використовується назва Приморська.
Річка умовно поділяє Керч на Старе місто та Нове місто.
У 2002 та 2004 роках внаслідок паводка річка виходила з берегів і підтоплювала вулиці міста.